# سيبيل جايسن
سيبيل جايسن Sybil Jason	 من مواليد 23 نوفمبر 1927 و توفيت في يوم 23 أغسطس 2011 هي ممثلة أمريكية بدأت مسيرتها في سن مبكرة منذ الطفولة، من جنوب أفريقيا ، وقدمت في أواخر الثلاثينيات كنظير للممثلة الأمريكية شيرلي تيمبل.

## السيرة الذاتية والمهنية
ولدت في كيب تاون بجنوب أفريقيا ، وبدأت العزف على البيانو في الثانية من عمرها .
تعرفت على المسرح العام في لندن عن طريق عمها، هاري جاكسونHarry Jacobson عازف بيانو ومغني و ملحن في المملكة المتحدة.
وقدمت ذروة أعمالها بأداء حفلة مع الممثلة والمغنية الأمريكية فرانسيس دايFrances Day في مسرح بالاسPalace Theatre, London في لندن. أدى عملها المسرحي إلى الظهور على الراديو و الفونوغراف ، و تحصلت على دور مساعد في فيلم Barnacle Bill سنة 1935.

## الحياة الشخصية
تزوجت سيبيل جايسن أنتوني ألبرت فروماك في 30 ديسمبر 1950 (توفي في عام 2005).
ابنتهما، طوني ماريانا روسي، متزوجة من فيليب دبليو روسي، منتج برنامج The New Price is Right. 
تحصلت سيبيل جايسن على الجنسية الأمريكية وأصبحت مواطنة أمريكية في عام 1952.

## أبرز الأعمال
| السنة | الفيلم                | الشخصية                            |
| ----- | --------------------- | ---------------------------------- |
| 1935  | Barnacle Bill         | Jill as a child                    |
| 1935  | Dance Band            | Girl on train                      |
| 1935  | Little Big Shot       | Gloria "Countess" Gibbs            |
| 1935  | A Dream Comes True    | Herself                            |
| 1935  | I Found Stella Parish | Gloria Parish                      |
| 1936  | The Singing Kid       | Sybil Haines                       |
| 1936  | Changing of the Guard | Sybil                              |
| 1936  | The Captain's Kid     | Abigail Prentiss                   |
| 1937  | A Day at Santa Anita  | Peaches Blackburn                  |
| 1937  | The Great O'Malley    | Barbara "Babs" Phillips            |
| 1937  | Little Pioneer        | Betsy Manning                      |
| 1937  | The Littlest Diplomat | Sybil Hardwick                     |
| 1938  | Comet Over Broadway   | Jacqueline "Jackie" Appleton       |
| 1939  | Woman Doctor          | Elsa Graeme                        |
| 1939  | The Little Princess   | Becky, Servant at Minchin Seminary |
| 1940  | The Blue Bird         | Angela Berlingot                   |

## وصلات خارجية
- سيبيل جايسن على موقع IMDb (الإنجليزية)
- سيبيل جايسن على موقع ألو سيني (الفرنسية)
- سيبيل جايسن على موقع تيرنر كلاسيك موفيز (الإنجليزية)
- سيبيل جايسن على موقع أول موفي (الإنجليزية)
- سيبيل جايسن على موقع قاعدة بيانات الأفلام السويدية (السويدية)
- سيبيل جايسن على موقع قاعدة بيانات الفيلم (الإنجليزية)
- سيبيل جايسن على موقع كينوبويسك (الروسية)